# Ein toter Taucher nimmt kein Gold (Film)
Ein toter Taucher nimmt kein Gold ist ein deutscher Abenteuer- und Actionfilm aus dem Jahre 1974. Regie führte Harald Reinl.

## Handlung
Drei abenteuerlustige junge Deutsche sind in Besitz eines Plans gekommen. Dieser zeigt die Stelle auf, wo vor über vier Jahrhunderten ein mit mehreren Kisten Gold beladenes spanisches Segelschiff während eines Sturms untergegangen sein soll. Der an Bord verborgene Schatz soll 4,5 Milliarden DM wert sein. Daraufhin machen sich die drei Freunde in die Karibik auf, um, zusammen mit einem Tauchlehrer und dessen Partnerin, den Goldschatz zu bergen. 
Das Leben an Bord des Bergungsschiffes wird jedoch bald durch Spannungen zwischen den einzelnen Protagonisten erschwert. Auch spielen der schwer bewaffnete Tauchlehrer und seine Freundin ein falsches Spiel -- sie wollen den Schatz für sich allein. Aber auch im Meer lauert die Gefahr während der Tauchgänge in Form von angriffslustigen Haien und einem Riesenkraken. Schließlich bekommen andere Glücksritter Wind von der Schatzsuche und attackieren die fünf mit ihren Booten. Als nach vielen Mühen der Schatz schließlich geborgen wird, beschlagnahmt ihn die Polizei.

## Produktionsnotizen
Der Film entstand zwischen dem 19. November und dem 14. Dezember 1973 in Südafrika und auf Mauritius. Die Unterwasseraufnahmen wurden in einem speziellen Bassin in Eckernförde gedreht. Ein toter Taucher nimmt kein Gold wurde am 15. März 1974 uraufgeführt.
Die Vorlage zu diesem Film war ein Roman von Heinz G. Konsalik. Gert Günther Hoffmann trat als Erzähler auf.
Die Bauten entwarf F.-Dieter Bartels, die Unterwasserkamera hatte Peter H. Krause. Zur musikalischen Untermalung wurden Archivaufnahmen verwendet. Aufgrund der internationalen Besetzung wurde auf Englisch gedreht.
Der Film hatte eine von diversen Produktionsproblemen begleitete Entstehungsgeschichte. Der Schauspieler Jürgen Goslar hatte in Windhuk in im damals noch von Südafrika mitverwalteten Südwestafrika, dem heutigen Namibia, eine Produktionsfirma gegründet, die Centaurus-Film, mit der er diesen Abenteuerstreifen herstellen wollte. Als Regisseur war Jürgen Roland vorgesehen. Als Goslar aus dieser Produktion ausstieg, musste auch Roland gehen und statt seiner wurde Reinl vom neuen Produzent Wolf C. Hartwig verpflichtet.
Ein toter Taucher nimmt kein Gold galt auch als „Pärchen-Film“: Sowohl die Deutschen Horst Janson, der sich nicht selbst synchronisierte, und Monika Lundi als auch die beiden Südafrikaner Marius Weyers und Sandra Prinsloo, in ihrer Heimat zwei Kinostars der 70er Jahre, waren zum Zeitpunkt der Dreharbeiten liiert. Weyers und Prinsloo wirkten zu dieser Zeit gemeinsam in einer beträchtlichen Anzahl von im heimatlichen Markt recht erfolgreichen, südafrikanischen Filmen mit. Ihr größter internationaler, gemeinsamer Hit sollte 1980 die Komödie Die Götter müssen verrückt sein werden. Der ausgebootete Centaurus-Produzent Jürgen Goslar drehte mit dem Paar kurz nach Ein toter Taucher nimmt kein Gold in Südafrika mit Entmündigt 1974 eine weitere Konsalik-Adaption, die in Deutschland auch unter dem Titel … und die Nacht kennt kein Erbarmen lief.
Infolge des großen Erfolgs von Steven Spielbergs Der weiße Hai wurde Ein toter Taucher nimmt kein Gold unter dem reißerischen Titel Deadly Jaws in den USA mit wenig Erfolg herausgebracht.

## Kritik
Das Lexikon des Internationalen Films schrieb: „Abenteuerfilm mit einer grob gezimmerten Story.“